# Carotenose
Carotenose é uma condição médica benigna e reversível em que um excesso de carotenoides na dieta resulta na descoloração alaranjada da camada mais externa da pele. A descoloração é mais facilmente observada em pessoas de pele clara e pode ser confundida com icterícia.:540:681 Os carotenoides são compostos lipossolúveis que incluem alfa e betacaroteno, betacriptoxantina, licopeno, luteína e zeaxantina. Os principais carotenoides séricos são betacaroteno, licopeno e luteína. Os níveis séricos de carotenoides variam entre região, etnia e sexo na população saudável. Todos são absorvidos por difusão passiva do trato gastrointestinal e são então parcialmente metabolizados na mucosa intestinal e no fígado em vitamina A. A partir daí, eles são transportados no plasma para os tecidos periféricos. Os carotenóides são eliminados através do suor, sebo, urina e secreções gastrointestinais. Os carotenoides contribuem para a aparência normal da cor da pele humana e são um componente significativo da fotoproteção ultravioleta fisiológica.
A carotenemia ocorre mais comumente em vegetarianos e crianças pequenas com pele clara. A carotenemia é mais facilmente percebida em pessoas de pele clara e pode se apresentar principalmente como uma descoloração alaranjada das palmas das mãos e plantas dos pés em pessoas com pigmentação mais escura. A carotenemia não causa descoloração laranja seletiva das membranas conjuntivais sobre a esclera (branco dos olhos) e, portanto, geralmente é fácil de distinguir do amarelecimento da pele e da conjuntiva causado por pigmentos biliares em estados de icterícia.
A carotenodermia é causada deliberadamente pelo tratamento com beta-carotenoides de certas doenças dermatites fotossensíveis, como a protoporfiria eritropoiética, onde o betacaroteno é prescrito em quantidades que descoloram a pele. Estudos demonstraram que essas altas doses de betacaroteno são inofensivas, embora sejam esteticamente desagradáveis para alguns. Numa recente meta-análise destes tratamentos, no entanto, a eficácia do tratamento foi posta em causa.

## Carotenodermia secundária
Os estados de doença associados à carotenodermia incluem hipotireoidismo, diabetes mellitus, anorexia nervosa, síndrome nefrótica e doença hepática. No hipotireoidismo e no diabetes mellitus, acredita-se que o mecanismo subjacente da hipercarotenemia seja tanto a conversão prejudicada de betacaroteno em retinol quanto o aumento associado de lipídios séricos. O diabetes mellitus também tem sido associado ao carotenoderma por meio de dietas específicas para doenças, ricas em vegetais. Na síndrome nefrótica, a hipercarotenemia está relacionada ao aumento associado de lipídios séricos, semelhante às entidades acima.
É digno de nota que a disfunção renal em geral está associada à hipercarotenemia como resultado da diminuição da excreção de carotenoides. A disfunção hepática, independentemente da origem, causa hipercarotenemia como resultado da conversão prejudicada de carotenoides em retinol. Isto é de particular interesse porque icterícia e carotenodermia podem coexistir no mesmo paciente. A anorexia nervosa causa carotenodermia principalmente por meio de dietas ricas em carotenoides e pelo hipotireoidismo associado. Tende a ser mais comum no subtipo restritivo desta doença e está associada a inúmeras outras manifestações dermatológicas, como cabelos e unhas quebradiços, pêlos corporais semelhantes ao lanugo e xerose. Embora a doença de Alzheimer tenha sido associada à carotenodermia em alguns relatórios, a maioria dos estudos sobre carotenoides séricos nestes pacientes mostram que os seus níveis de carotenoides e retinol estão deprimidos e podem estar associados ao desenvolvimento de demência. Uma verdadeira associação entre a doença de Alzheimer e a carotenodermia não está clara neste momento. Houve relatos de casos na literatura de aumento de carotenóides séricos e carotenodermia que não responde às medidas dietéticas, com defeito genético nas enzimas metabólicas dos carotenóides proposto. A cantaxantina e a astaxantina são carotenoides naturais usados na indústria alimentícia britânica e norte-americana para adicionar cor a alimentos como salsichas e peixes. A cantaxantina tem sido usada em "pílulas de bronzeamento" vendidas sem prescrição médica nos Estados Unidos e na Europa, mas atualmente não é aprovada pela Food and Drug Administration (FDA) para esse fim nos Estados Unidos devido aos seus efeitos adversos. Estes incluem hepatite, urticária, anemia aplástica e uma retinopatia caracterizada por depósitos amarelos e subsequentes defeitos no campo visual.